# Bromelia goeldiana
Bromelia goeldiana är en gräsväxtart som beskrevs av Lyman Bradford Smith. Bromelia goeldiana ingår i släktet Bromelia och familjen Bromeliaceae. Inga underarter finns listade i Catalogue of Life.